# Rashid Ahmad Gangohi
Raschīd Ahmad Gangohī (Urdu رشید احمد گنگوهی DMG Rašīd Aḥmad Gangūhī, * 10. Mai 1829; † 11. August 1905) war ein indisch-islamischer Religionsgelehrter, der zusammen mit Muhammad Qāsim Nanautawī das Dār al-ʿulūm in Deoband gründete.
Seine Werke verfasste er hauptsächlich in Urdu. Als das bekannteste gilt die Fatwa-Sammlung Fatāwā-yi Rashīdīya.
Gangohi orientierte sich an der Tariqa-yi muhammadiya und lehnte den Erwerb westlicher Bildung ab. Obwohl er dem Sufismus nicht abgeneigt gegenüberstand, wurde ihm eine Nähe zum Salafismus und Wahhabismus nachgesagt. In einer Fatwa im Werk Fatāwā-yi Rashīdīya verteidigte er die Ansichten des Muhammad ibn Abd al-Wahhab, wodurch er Kritik von Sufi Orden, insbesondere von der Barelwī-Bewegung auf sich zog. Ahmad Riza Khan Barelwi, der Begründer dieser Bewegung, erklärte 1906 in einer Fatwa, dass die Glaubenslehren und religiösen Praktiken Gangohis von satanischem Charakter seien.

## Zitat
„Die Anhänger von Muhammad Ibn Abdul-Wahhab sind bekannt als Wahhabiten. Ihre Aqida (Glaubensvorstellungen) ist exzellent und ihr Madhhab ist der Hanbalismus. […] Zwar gibt es unter ihnen welche die mit ihrem zu hohen Temperament gewisse Grenzen überschritten haben und sich sowie andere geschädigt haben, jedoch sind sie vereint (mit uns) und einer Meinung in ihrer Aqida. Der Unterschied in ihren Ansichten und Aktionen (im Vergleich zu uns) ist vergleichbar mit den Unterschieden innerhalb der vier Madhhab.“